# 銀色のグラス
「銀色のグラス」（ぎんいろのグラス）は、1967年11月15日にシングルが発売されたザ・ゴールデン・カップスの楽曲である。

## 解説
- 作詞は橋本淳、作曲は鈴木邦彦である。グループ2枚目のシングルとして発売された。
- B面は「ドゥー・ユー・ノー・アイ・ラヴ・ユー」（ケネス伊東 作詞、エディ藩 作曲）。

## 収録曲
1. 銀色のグラス (Love Is My Life)
  - 作詞:橋本淳／作曲・編曲:鈴木邦彦
2. ドゥー・ユー・ノー・アイ・ラヴ・ユー (Do You Know I Love You)
  - 作詞:ケネス伊東／作曲:エディ藩／編曲：鈴木邦彦